# Rădești (Alba)
Rădești (Alba) é uma comuna romena localizada no distrito de Alba, na região histórica da Transilvânia. A comuna possui uma área de 29.76 km² e sua população era de 1308 habitantes segundo o censo de 2007.